# Anabarhynchus dentiphallus
Anabarhynchus dentiphallus är en tvåvingeart som beskrevs av Lyneborg 2001. Anabarhynchus dentiphallus ingår i släktet Anabarhynchus och familjen stilettflugor. Inga underarter finns listade i Catalogue of Life.